# Noel Cantwell
Noel Euchuria Cornelius Cantwell (28 de febrer de 1932 - 8 de setembre de 2005) fou un futbolista irlandès de les dècades de 1950 i 1960 i jugador de criquet.
Pel que fa a clubs, defensà els colors de Western Rovers, Cork Athletic, West Ham United FC i Manchester United FC. Fou 36 cops internacional amb la selecció de la República d'Irlanda.
Com a jugador de criquet jugà a Cork Bohemians Cricket Club.